# Liste der Biografien/Krue
Liste der Biografien |
Portal Biografien |
Personensuche
# |
A |
B |
C |
D |
E |
F |
G |
H |
I |
J |
K |
L |
M |
N |
O |
P |
Q |
R |
S |
T |
U |
V |
W |
X |
Y |
Z |
?
 
Ka |
Kb |
Kc |
Kd |
Ke |
Kf |
Kg |
Kh |
Ki |
Kj |
Kl |
Km |
Kn |
Ko |
Kp |
Kr |
Ks |
Kt |
Ku |
Kv |
Kw |
Ky |
Kx |
Kz
 
Kra |
Krb |
Krc |
Kre |
Krg |
Krh |
Kri |
Krj |
Krk |
Krl |
Krm |
Krn |
Kro |
Krp |
Krs |
Krt |
Kru |
Kry |
Krz
 
Krua |
Krub |
Kruc |
Krud |
Krue |
Kruf |
Krug |
Kruh |
Krui |
Kruj |
Kruk |
Krul |
Krum |
Krun |
Kruo |
Krup |
Krus |
Krut |
Kruu |
Kruy |
Kruz
Die Liste der Biografien führt alle Personen auf, die in der deutschsprachigen Wikipedia einen Artikel haben. Dieses ist eine Teilliste mit 40 Einträgen von Personen, deren Namen mit den Buchstaben „Krue“ beginnt.

## Krue

### Kruec
- Krueck, Alan (1939–2010), US-amerikanischer Musikwissenschaftler

### Krued
- Kruedener, Hans-Joachim von (1906–1989), deutscher SS-Hauptsturmführer, Mitglied des SD, Hauptmann der Luftwaffe
- Kruedener, Jürgen von (* 1938), deutscher Historiker
- Kruedener, Karl Otto von (1777–1856), russischer General deutsch-baltischer Herkunft

### Krueg
- Krueger Mekash, Eryn, US-amerikanische Maskenbildnerin
- Krueger, Adalbert (1832–1896), deutscher Astronom
- Krueger, Alan B. (1960–2019), US-amerikanischer Wirtschaftswissenschaftler
- Krueger, Andrea (* 1957), deutsche Politikerin (CDU), MdL
- Krueger, Anne O. (* 1934), US-amerikanische Wirtschaftswissenschaftlerin und Stellvertretende Generaldirektorin des IWF
- Krueger, Ashlyn (* 2004), US-amerikanische TennisspielerinAshlyn Krueger (* 2004)

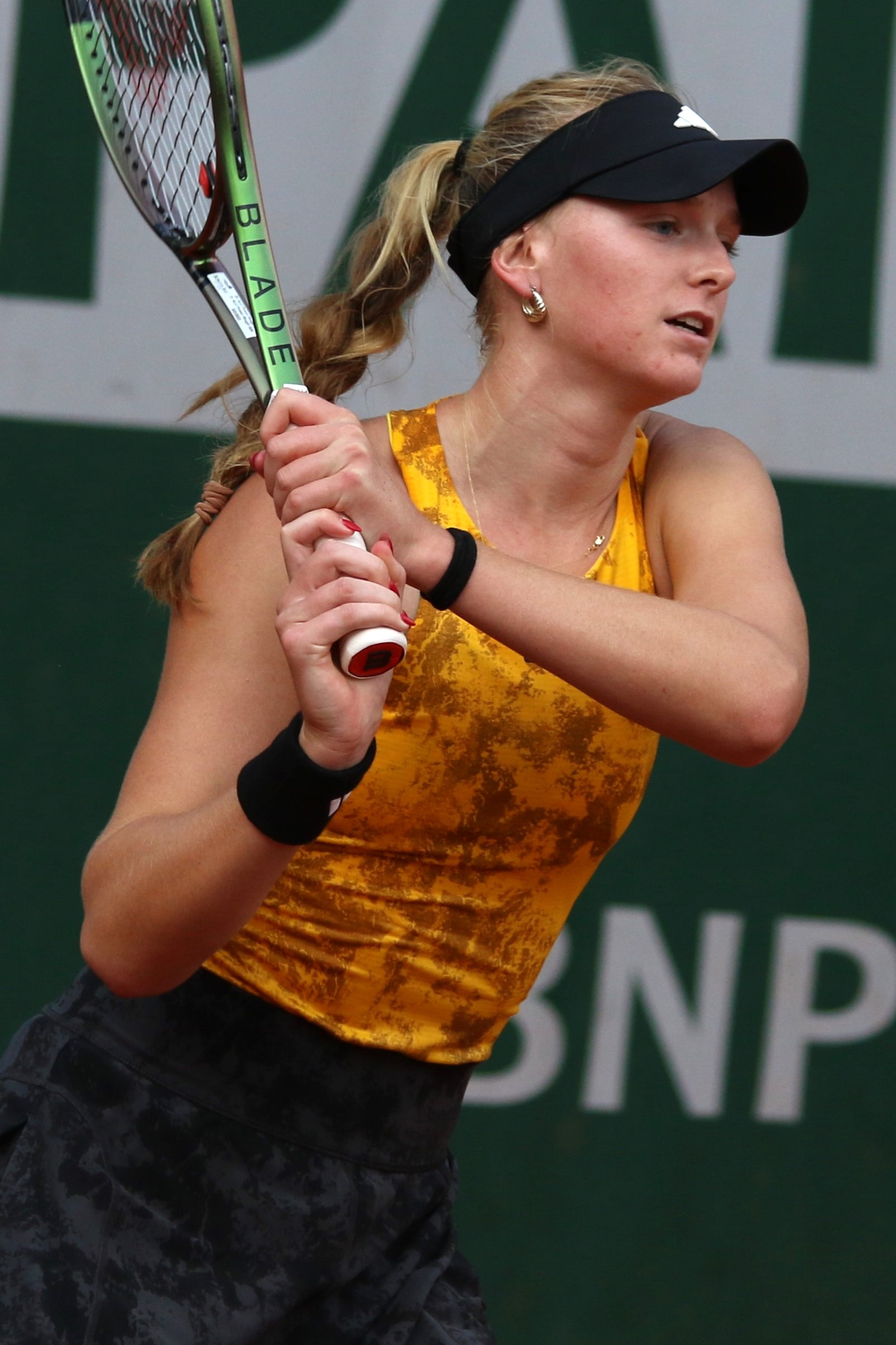
Ashlyn Krueger (* 2004)

- Krueger, Bennie (1899–1967), US-amerikanischer Jazz-Komponist und Bigband-Leader
- Krueger, Bob (1935–2022), US-amerikanischer Politiker (Demokratischen Partei) und Diplomat
- Krueger, Casey (* 1990), US-amerikanische Fußballspielerin
- Krueger, Cole (* 1991), ungarischer Shorttracker
- Krueger, Erich O. (1895–1956), deutscher Fotograf der Nachkriegszeit
- Krueger, Felix (1874–1948), deutscher Psychologe
- Krueger, Gertraude (* 1949), deutsche Übersetzerin
- Krueger, Helmut (* 1939), deutscher Arbeitswissenschaftler
- Krueger, Herman F. (1894–1991), US-amerikanischer Politiker
- Krueger, Hugo (1887–1964), deutscher Bergwerksdirektor
- Krueger, John-Henry (* 1995), US-amerikanischer Shorttracker
- Krueger, Justin (* 1986), deutsch-kanadischer Eishockeyspieler
- Krueger, Kristie, US-amerikanische Schauspielerin und Filmschaffende
- Krueger, Marcel (* 1977), deutsch-irischer Schriftsteller, Herausgeber und Übersetzer
- Krueger, Mitchell (* 1994), US-amerikanischer Tennisspieler
- Krueger, Myron (* 1942), US-amerikanischer Medienkünstler
- Krueger, Otto (1890–1963), US-amerikanischer Politiker
- Krueger, Ralph (* 1959), deutsch-kanadischer Eishockeyspieler und -trainer
- Krueger, Steven (* 1989), US-amerikanischer Schauspieler
- Krueger, Walter (1881–1967), US-amerikanischer Vier-Sterne-GeneralWalter Krueger (1881–1967)

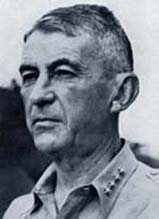
Walter Krueger (1881–1967)

- Krueger, William Kent (* 1950), US-amerikanischer Kriminalautor
- Krueger, Wolfgang (* 1927), deutscher Fotograf der Nachkriegszeit
- Krueger, Wolfgang (1937–2018), deutscher Politiker (CDU), Bezirksbürgermeister in Berlin
- Krueger-Billett, Brooke (* 1980), australische Hammerwerferin

### Kruel
- Kruel, Bernd (* 1976), deutscher Basketballspieler
- Kruell, Gustav (1843–1907), deutschamerikanischer Porträt-Holzstecher und Illustrator

### Kruer
- Kruer, William L. (* 1942), US-amerikanischer Physiker

### Krues
- Kruesi, John (1843–1899), Schweizer Maschinenbauer
- Kruesken, Claus (* 1963), deutscher Fernseh- und Radiomoderator, Sprecher und Autor
- Kruesz, Johann (1879–1960), österreichischer Landwirt und Politiker (CS), Landtagsabgeordneter